# Wielka draka w chińskiej dzielnicy
Wielka draka w chińskiej dzielnicy (ang. Big Trouble in Little China) – amerykańska komedia fantasy i film sztuki walki w reżyserii Johna Carpentera z 1986, z Kurtem Russellem i Kim Cattrall w rolach głównych.

## Fabuła
W chińskiej dzielnicy San Francisco przebywa zamieniony w bezcielesną postać czarownik Lo Pan. By odzyskać ludzką postać musi poślubić Chinkę o zielonych oczach, a następnie złożyć ją w ofierze bóstwu. Los pada na narzeczoną Wanga Chi. Gdy dziewczyna przybywa do ukochanego, zostaje porwana z lotniska. W odzyskaniu wybranki pomaga Wangowi kierowca ciężarówki Jack Burton.

## Obsada
- Kurt Russell jako Jack Burton
- Kate Burton jako Margo
- Victor Wong jako Egg Shen
- Chao Li Chi jako wujek Chu
- James Pax jako Błyskawica
- Peter Kwong jako Deszcz
- Donald Li jako Eddie Lee
- James Hong jako David Lo Pan
- Kim Cattrall jako Gracie Law
- Dennis Dun jako Wang Chi
- Suzee Pai jako Miao Yin
- Carter Wong jako Grzmot
- Jeff Imada jako Igły
- Rummel Mor jako Joe Lucky
- Jade Go jako chińska dziewczyna z Białym Tygrysem
- James Lew jako Chang Sing
- Noel Toy jako pani O’Toole
- Danny Kwan jako chiński strażnik
- Yukio G. Collins jako zbir Wing Konga
- Vernon Rieta zbir Wing Konga
- Gary Toy jako Chang Sing
- Dan Inosanto jako zbir Wing Konga
- Min Luong jako Tara
- Willie Wong jako zbir Wing Konga
- Stuart Quan jako Chang Sing
- Gerald Okamura jako zbir Wing Konga
- Al Leong jako zbir Wing Konga
- George Cheung jako Chang Sing
- Daniel Wong jako strażnik Wing Konga
- Diana Tanaka jako strażniczka Wing Konga
- Kenny Endoso jako Chang Sing
- Noble Craig jako ściekowe monstrum
- Eric Lee jako zbir Wing Konga
- Lia Chang jako strażniczka Wing Konga
- Donna L. Noguschi jako strażniczka Wing Konga
- Nathan Jung jako zbir Wing Konga
- Craig Ng jako Jedno ucho
- Paul J.Q. Lee jako chiński hazardzista
- Jim Lau jako Chang Sing
- Brian Imada jako zbir Wing Konga
- Bill M. Ryusaki jako zbir Wing Konga
- Daniel Lee jako strażnik Wing Konga
- Jerry Hardin jako prawnik
- June Kyoto Lu jako Biała Tygrysica
- Jimmy Jue jako ranny Chang Sing
- Shinko Isobe jako strażniczka Wing Konga
- John Carpenter jako pracownik w Chinatown
- William B. Snider jako celnik

## Nagrody
Film był nominowany do nagrody Saturna w 1987 za najlepszą muzykę Johna Carpentera.